# Sundarkhed
Sundarkhed es una ciudad censal situada en el distrito de Buldana en el estado de Maharashtra (India). Su población es de 13317 habitantes (2011). Se encuentra a 131 km de Aurangabad.

## Demografía
Según el censo de 2011 la población de Sundarkhed era de 13317 habitantes, de los cuales 6938 eran hombres y 6379 eran mujeres. Sundarkhed tiene una tasa media de alfabetización del 90,56%, superior a la media estatal del 82,34%: la alfabetización masculina es del 94,35%, y la alfabetización femenina del 86,51%.